# 동부다람쥐
동부다람쥐(Tamias striatus)는 다람쥐과에 속하는 설치류의 일종이다. 북아메리카 동부 지역에서 발견된다. 동부다람쥐속(Tamias) 또는 동부다람쥐아속의 유일종이다.

## 특징
작은 다람쥐로 꼬리를 포함한 몸길이는 약 30cm까지 자라며 몸무게는 66~150g이다. 상체는 불그스레한 갈색을 띠며, 5줄의 진한 갈색 줄무늬가 등을 따라서 진한 꼬리 끝까지 이어지는 연한 갈색 줄무늬와 대조를 이룬다. 하체는 좀더 연한 색을 띤다. 황갈색 줄무늬가 수염부터 귀 아래로 이어지며, 눈 위로는 줄무늬가 연한 색을 띤다. 다른 다람쥐보다 이빨이 두 개 적고, 앞 발에 발가락에 각각 4개를 갖지만 뒷발에는 5개씩 갖고 있다.

## 아종
11종의 아종이 알려져 있다.
| - T. s. striatus - T. s. doorsiensis - T. s. fisheri - T. s. griseus - T. s. lysteri - T. s. ohioensis | - T. s. peninsulae - T. s. pipilans - T. s. quebecensis - T. s. rufescens - T. s. venustus |